# 유러피안 에어 트랜스포트 라이프치히
유러피안 에어 트랜스포트 라이프치히(영어: European Air Transport Leipzig)는 독일의 화물 항공사로 본사는 독일 슈코이디츠에 위치해 있으며 2005년에 설립해 2010년에 취항했다. 또한 사용하고 있는 허브 공항으로 라이프치히 할레 공항이 있으며 계열사는 DHL 익스프레스가 있다.

## 보유 기종

### 현재 운항 중인 기종
- 2011년 11월 기준으로 유러피안 에어 트랜스포트 라이프치히는 다음과 같은 기종을 보유하고 있다.[1]

### 퇴역 기종
- 유러피안 에어 트랜스포트 라이프치히는 다음의 항공기를 운용하였다.[1]

## 같이 보기
- DHL
- DHL 항공

## 사진

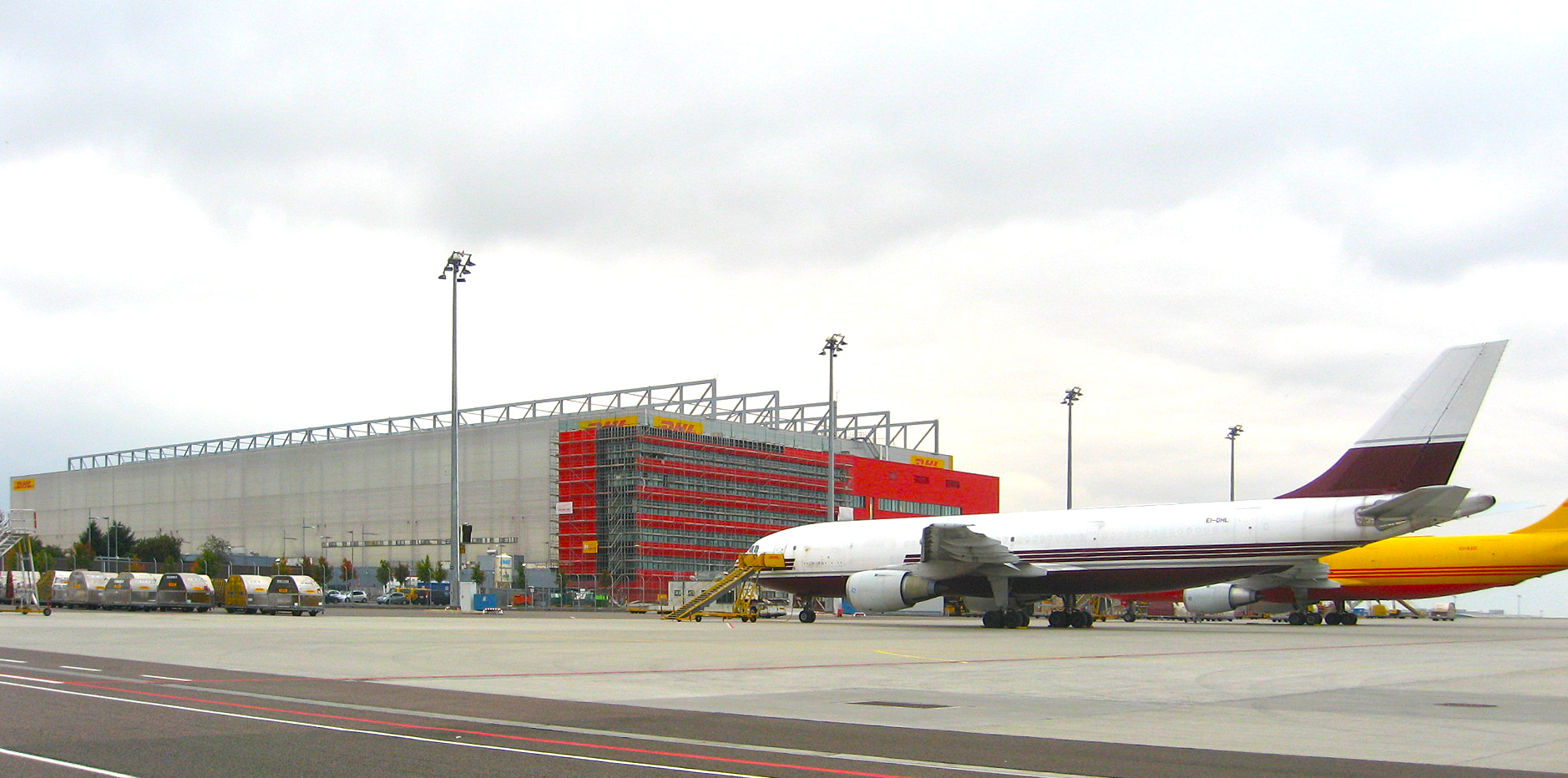
유로 에어 트랜스포트 라이프치히의 보잉 757-200PF
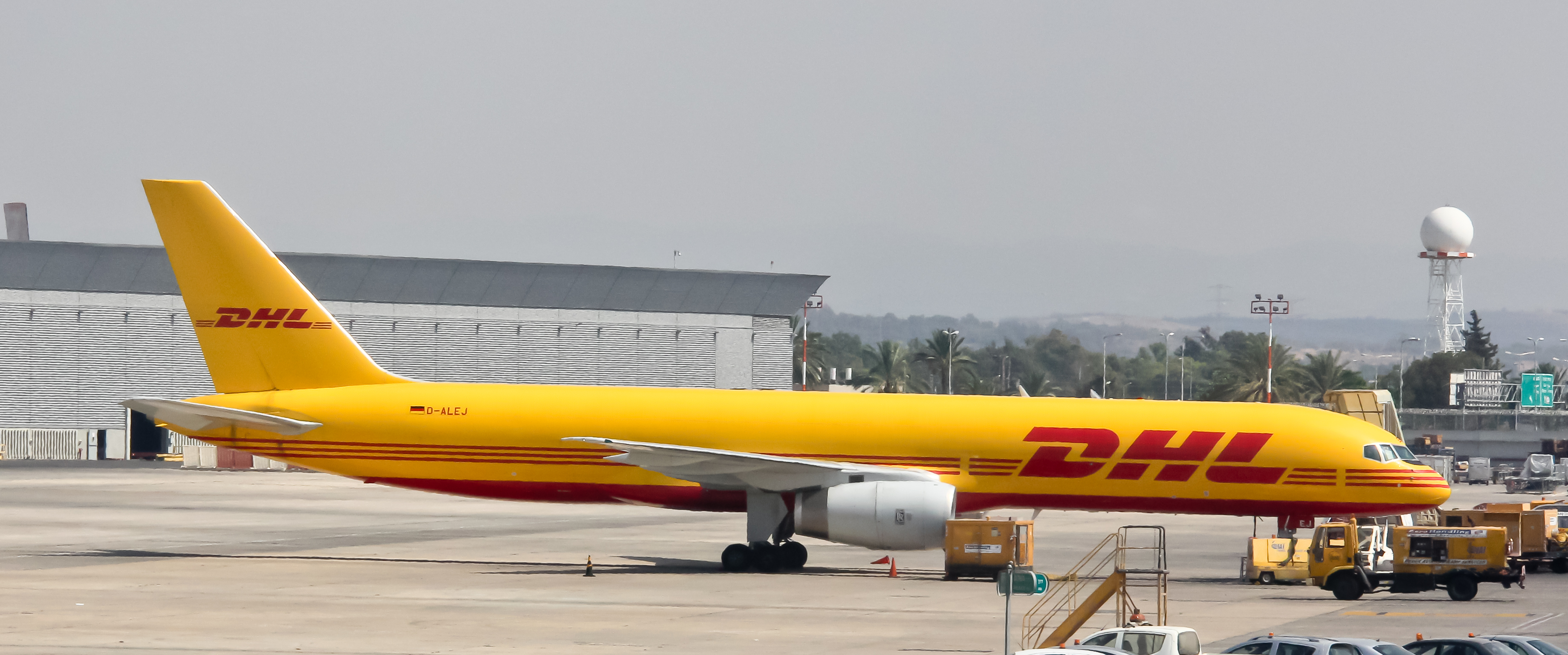
유로 에어 트랜스포트 라이프치히의 보잉 757-200PF